# Apodichthys
Apodichthys är ett släkte av fiskar. Apodichthys ingår i familjen tejstefiskar.
Kladogram enligt Catalogue of Life:
| Apodichthys | \| \| Apodichthys flavidus \| \| \| \| \| \| Apodichthys fucorum \| \| \| \| \| \| Apodichthys sanctaerosae \| \| \| \| |
|             | \| \| Apodichthys flavidus \| \| \| \| \| \| Apodichthys fucorum \| \| \| \| \| \| Apodichthys sanctaerosae \| \| \| \| |
|             | Pholis |
|             | |
|             | Rhodymenichthys |
|             | |
|             | Apodichthys flavidus |
|             | |
|             | Apodichthys fucorum |
|             | |
|             | Apodichthys sanctaerosae                                                                                                |
|             | |

|  | Apodichthys flavidus     |
|  |                          |
|  | Apodichthys fucorum      |
|  |                          |
|  | Apodichthys sanctaerosae |
|  |                          |

## Bildgalleri

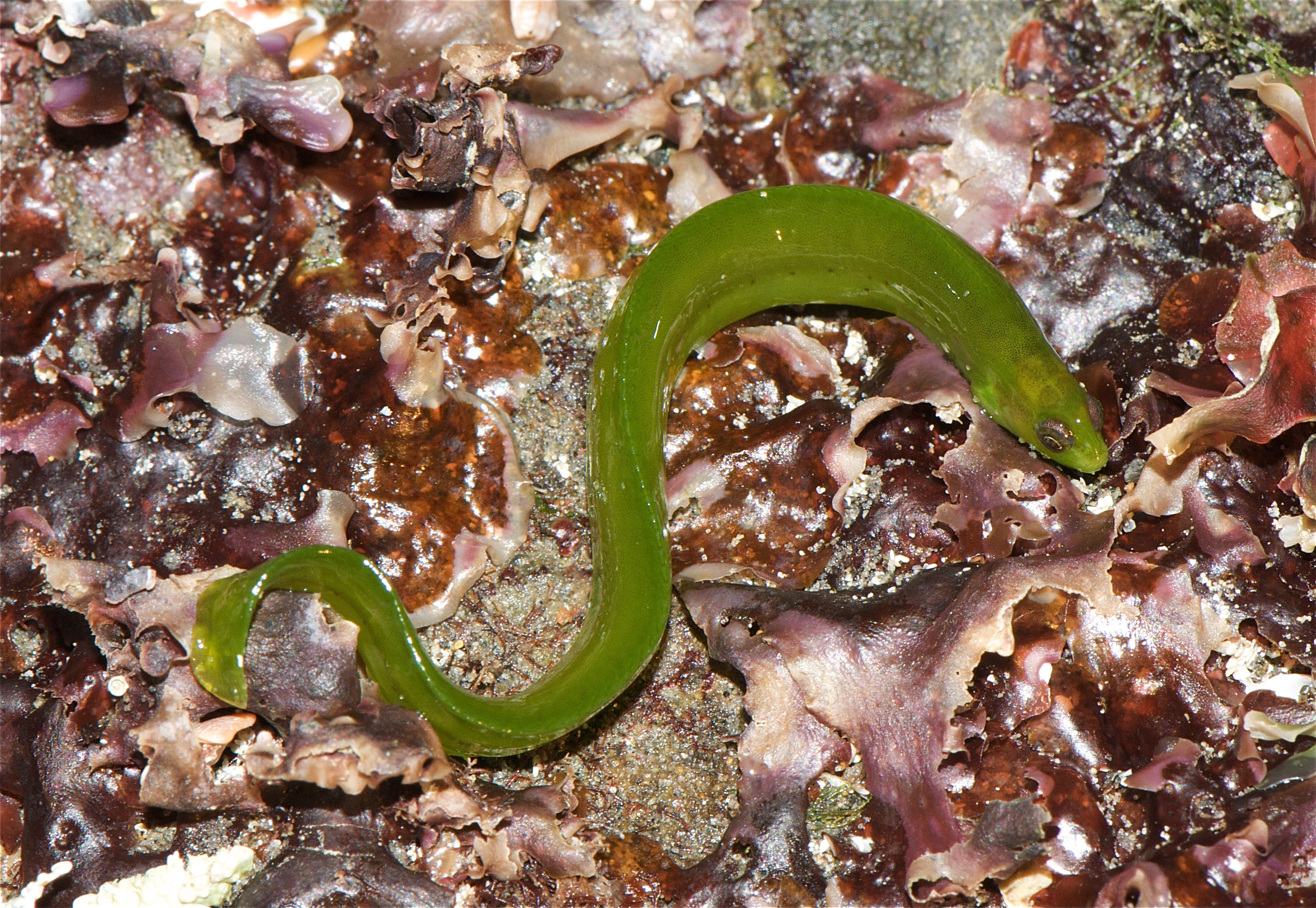